# Mineros de Nueva Rosita
Los Mineros de Nueva Rosita es un equipo de béisbol que participa en la Liga del Norte de Coahuila con sede en Nueva Rosita, Coahuila, México.

## Historia
Los Mineros de Nueva Rosita pertenecio al Ing. Antonio Nerio Rodríguez, que de 2014 a 2019 fue propietario de los Saraperos de Saltillo. Tienen como casa el estadio Jesús "Chuy" Moreno ubicado en la localidad. Actualmente el actual dueño de la franquicia es el Ing. Doroteo Ramírez.

Los Mineros comienzan su historia en el año 2001, para su segunda temporada lograron llegar a la final donde las Águila de Piedras Negras les ganaron el campeonato. En el 2003 los Mineros llegaron nuevamente pero los Atléticos de Acuña se quedaron con el título. 
En la temporada del 2005 los Mineros lograron el primer campeonato de su historia al vencer en 5 juegos a los Cardenales de Cloete. Lograron el Bicampeonato al barrer en la Serie Final a las Águilas de Nava. En 2007 se coronaron Tricampeones al ganar en 4 juegos a los Tuzos de Palaú. En 2008 obtuvieron el Tretracampeonato al vencer a los Astros de Piedras Negras. El siguiente año lograron el Pentacampeonato al ganarle a los Piratas de Sabinas. Tuvieron que pasar 13 años para volver a acariciar un título más de Liga Del Norte, esta vez de la mano del Ex Liga del Norte Loany Sanchez quien se alzaria con el título ganando por barrida al Equipo Bravos de Sabinas.

## Jugadores

### Roster actual
Por definir.